# Родна кућа Димитрија Туцовића
Родна кућа Димитрија Туцовића се налази у месту Гостиље, општина Чајетина. Подигнута је 1855. године и представља непокретно културно добро као споменик културе од изузетног значаја.
Кућа старе и угледне поповске породице Туцовића подигнута је као дводелна старовлашка брвнара која већим димензијама, солидном градњом и архитектонским детаљима представља репрезентативан пример старије варијанте куће овог типа. Поред велике етнографске вредности, она је заштићена и као кућа меморијалног значаја. У њој је рођен Димитрије Туцовић, један од најистакнутијих теоретичара и вођа социјалистичког радничког покрета и оснивача Социјалдемократске партије у Србији. Рођен 13. маја 1881. године Димитрије Туцовић је погинуо у Колубарској бици на Врапчјем Брду код Лазаревца 1914. године.
Уређена у духу традиционалне златиборске брвнаре. Препокривена је новом шиндром 1953. године, а у осмој деценији темељно обновљена, што је претходило њеном претварању у спомен музеј.